# Allopauropus brolemanni
Allopauropus brolemanni är en mångfotingart som beskrevs av Paul Auguste Remy 1935. Allopauropus brolemanni ingår i släktet småfåfotingar, och familjen fåfotingar. Inga underarter finns listade i Catalogue of Life.